# Interlands Roemeens voetbalelftal 1980-1989
Deze pagina toont een chronologisch en gedetailleerd overzicht van de interlands die het Roemeens voetbalelftal heeft gespeeld in de periode 1980 – 1989.

## Interlands

### 1980
|                                                                          |                                        |       |                   |                                                                                    |
| 16 februari Vriendschappelijk № 280 «onderlinge duels» 15:00 uur (UTC+1) | Italië                                 | 2 – 1 | Roemenië          | Stadio San Paolo, Napels Toeschouwers: 42.007 Scheidsrechter: Charles Corver (NED) |
| 16 februari Vriendschappelijk № 280 «onderlinge duels» 15:00 uur (UTC+1) | Fulvio Collovati 56' Franco Causio 87' |       | 52' László Bölöni | Stadio San Paolo, Napels Toeschouwers: 42.007 Scheidsrechter: Charles Corver (NED) |

|                                                                        |                                     |       |          |                                                                                      |
| 30 maart Balkan Cup 1977/80 № 281 «onderlinge duels» 13:30 uur (UTC+1) | Joegoslavië                         | 2 – 0 | Roemenië | Omladinskistadion, Belgrado Toeschouwers: 7.000 Scheidsrechter: Nihat Özbirgül (TUR) |
| 30 maart Balkan Cup 1977/80 № 281 «onderlinge duels» 13:30 uur (UTC+1) | Mišo Krstičević 35' Safet Sušić 61' |       |          | Omladinskistadion, Belgrado Toeschouwers: 7.000 Scheidsrechter: Nihat Özbirgül (TUR) |

|                                                                  |                                                |       |                                     |                                                                                      |
| 2 april Vriendschappelijk № 282 «onderlinge duels» 17:00 (UTC+2) | Roemenië                                       | 2 – 2 | DDR                                 | Stadionul 23 August, Boekarest Toeschouwers: 20.000 Scheidsrechter: Spas Lukov (BUL) |
| 2 april Vriendschappelijk № 282 «onderlinge duels» 17:00 (UTC+2) | Mircea Sandu 31' Hans-Jürgen Dörner 60' (e.d.) |       | 78' Joachim Streich 89' Udo Schmuck | Stadionul 23 August, Boekarest Toeschouwers: 20.000 Scheidsrechter: Spas Lukov (BUL) |

|                                                                     |                                       |       |                    |                                                                                       |
| 18 mei Vriendschappelijk № 283 «onderlinge duels» 17:00 uur (UTC+2) | Tsjecho-Slowakije                     | 2 – 1 | Roemenië           | Za Lužánkamistadion, Brno Toeschouwers: 8.000 Scheidsrechter: Widukind Herrmann (DDR) |
| 18 mei Vriendschappelijk № 283 «onderlinge duels» 17:00 uur (UTC+2) | Ladislav Vízek 31' Ladislav Vízek 60' |       | 51' Adrian Ionescu | Za Lužánkamistadion, Brno Toeschouwers: 8.000 Scheidsrechter: Widukind Herrmann (DDR) |

|                                                                     |                                             |       |                     |                                                                                |
| 6 juni Vriendschappelijk № 284 «onderlinge duels» 20:00 uur (UTC+2) | België                                      | 2 – 1 | Roemenië            | Heizelstadion, Brussel Toeschouwers: 3.875 Scheidsrechter: Jakob Baumann (SUI) |
| 6 juni Vriendschappelijk № 284 «onderlinge duels» 20:00 uur (UTC+2) | Jan Ceulemans 48' François Van der Elst 87' |       | 24' Rodion Cămătaru | Heizelstadion, Brussel Toeschouwers: 3.875 Scheidsrechter: Jakob Baumann (SUI) |

|                                                                           | |       |                        |                                                                                   |
| 27 augustus Balkan Cup 1977/80 № 285 «onderlinge duels» 17:00 uur (UTC+3) | Roemenië                                                                                            | 4 – 1 | Griekenland            | Gradskistadion, Skopje Toeschouwers: 25.000 Scheidsrechter: Antonis Vasaras (GRE) |
| 27 augustus Balkan Cup 1977/80 № 285 «onderlinge duels» 17:00 uur (UTC+3) | Anghel Iordănescu 21' Rodion Cămătaru 26' Anghel Iordănescu 55' (pen.) Anghel Iordănescu 79' (pen.) |       | 73' (pen.) Safet Sušić | Gradskistadion, Skopje Toeschouwers: 25.000 Scheidsrechter: Antonis Vasaras (GRE) |

|                                                                           |                    |       |                                          |                                                                                      |
| 10 september Vriendschappelijk № 286 «onderlinge duels» 19:30 uur (UTC+3) | Bulgarije          | 1 – 2 | Roemenië                                 | Joeri Gagarinstadion, Varna Toeschouwers: 15.000 Scheidsrechter: Alojzy Jarguz (POL) |
| 10 september Vriendschappelijk № 286 «onderlinge duels» 19:30 uur (UTC+3) | Georgi Slavkov 50' |       | 34' Aurel Beldeanu 71' Anghel Iordănescu | Joeri Gagarinstadion, Varna Toeschouwers: 15.000 Scheidsrechter: Alojzy Jarguz (POL) |

|                                                                              |                 |       |                       |                                                                                     |
| 24 september WK 1982 kwalificatie № 287 «onderlinge duels» 19:00 uur (UTC+2) | Noorwegen       | 1 – 1 | Roemenië              | Ullevaalstadion, Oslo Toeschouwers: 22.350 Scheidsrechter: Siegfried Kirschen (DDR) |
| 24 september WK 1982 kwalificatie № 287 «onderlinge duels» 19:00 uur (UTC+2) | Åge Hareide 23' |       | 13' Anghel Iordănescu | Ullevaalstadion, Oslo Toeschouwers: 22.350 Scheidsrechter: Siegfried Kirschen (DDR) |

|                                                                            |                                                  |       |                   |                                                                                        |
| 15 oktober WK 1982 kwalificatie № 288 «onderlinge duels» 15:00 uur (UTC+2) | Roemenië                                         | 2 – 1 | Engeland          | Stadionul 23 August, Boekarest Toeschouwers: 75.000 Scheidsrechter: Ulf Eriksson (SWE) |
| 15 oktober WK 1982 kwalificatie № 288 «onderlinge duels» 15:00 uur (UTC+2) | Mircea Răducanu 34' Anghel Iordănescu 78' (pen.) |       | 64' Tony Woodcock | Stadionul 23 August, Boekarest Toeschouwers: 75.000 Scheidsrechter: Ulf Eriksson (SWE) |

### 1981
|                                                                   |                                          |       |       |                                                                                          |
| 25 maart Vriendschappelijk № 289 «onderlinge duels» 16:00 (UTC+2) | Roemenië                                 | 2 – 0 | Polen | Stadionul 23 August, Boekarest Toeschouwers: 35.000 Scheidsrechter: Ahmed Yasharov (BUL) |
| 25 maart Vriendschappelijk № 289 «onderlinge duels» 16:00 (UTC+2) | Rodion Cămătaru 8' Anghel Iordănescu 30' |       |       | Stadionul 23 August, Boekarest Toeschouwers: 35.000 Scheidsrechter: Ahmed Yasharov (BUL) |

|                                                                      |                                    |       |                 |                                                                                      |
| 8 april Vriendschappelijk № 290 «onderlinge duels» 16:00 uur (UTC+2) | Israël                             | 2 – 1 | Roemenië        | Bloomfieldstadion, Tel Aviv Toeschouwers: 3.000 Scheidsrechter: Yair Tilingher (ISR) |
| 8 april Vriendschappelijk № 290 «onderlinge duels» 16:00 uur (UTC+2) | Moshe Sinai 31' Shlomo Mizrahi 89' |       | 4' Mircea Sandu | Bloomfieldstadion, Tel Aviv Toeschouwers: 3.000 Scheidsrechter: Yair Tilingher (ISR) |

|                                                                       |                                            |       |                     |                                                                                  |
| 15 april Vriendschappelijk № 291 «onderlinge duels» 19:30 uur (UTC+2) | Denemarken                                 | 2 – 1 | Roemenië            | Idrætsparken, Kopenhagen Toeschouwers: 1.500 Scheidsrechter: Rolf Ericsson (SWE) |
| 15 april Vriendschappelijk № 291 «onderlinge duels» 19:30 uur (UTC+2) | Allan Simonsen 50' (pen.) Lars Bastrup 80' |       | 46' Rodion Cămătaru | Idrætsparken, Kopenhagen Toeschouwers: 1.500 Scheidsrechter: Rolf Ericsson (SWE) |

|                                                                          |          |       |          |                                                                                   |
| 29 april WK 1982 kwalificatie № 292 «onderlinge duels» 19:45 uur (UTC+1) | Engeland | 0 – 0 | Roemenië | Wembley Stadium, Londen Toeschouwers: 62.500 Scheidsrechter: Heinz Aldinger (GDR) |
| 29 april WK 1982 kwalificatie № 292 «onderlinge duels» 19:45 uur (UTC+1) |          |       |          | Wembley Stadium, Londen Toeschouwers: 62.500 Scheidsrechter: Heinz Aldinger (GDR) |

|                                                                        |                    |       |          |                                                                                |
| 13 mei WK 1982 kwalificatie № 293 «onderlinge duels» 20:00 uur (UTC+2) | Hongarije          | 1 – 0 | Roemenië | Népstadion, Boedapest Toeschouwers: 60.000 Scheidsrechter: Alexis Ponnet (BEL) |
| 13 mei WK 1982 kwalificatie № 293 «onderlinge duels» 20:00 uur (UTC+2) | László Fazekas 18' |       |          | Népstadion, Boedapest Toeschouwers: 60.000 Scheidsrechter: Alexis Ponnet (BEL) |

|                                                                        |                    |       |           |                                                                                        |
| 3 juni WK 1982 kwalificatie № 294 «onderlinge duels» 18:00 uur (UTC+3) | Roemenië           | 1 – 0 | Noorwegen | Stadionul 23 August, Boekarest Toeschouwers: 55.000 Scheidsrechter: Erkan Göksel (TUR) |
| 3 juni WK 1982 kwalificatie № 294 «onderlinge duels» 18:00 uur (UTC+3) | Aurel Ţicleanu 67' |       |           | Stadionul 23 August, Boekarest Toeschouwers: 55.000 Scheidsrechter: Erkan Göksel (TUR) |

|                                                                          |                        |       |                                             |                                                                                            |
| 9 september Vriendschappelijk № 295 «onderlinge duels» 17:00 uur (UTC+3) | Roemenië               | 1 – 2 | Bulgarije                                   | Stadionul 23 August, Boekarest Toeschouwers: 40.000 Scheidsrechter: Vasilis Vourakis (GRE) |
| 9 september Vriendschappelijk № 295 «onderlinge duels» 17:00 uur (UTC+3) | Ilie Balaci 43' (pen.) |       | 58' Tsvetan Yonchev 73' Kostadin Kostadinov | Stadionul 23 August, Boekarest Toeschouwers: 40.000 Scheidsrechter: Vasilis Vourakis (GRE) |

|                                                                              |          |       |           |                                                                                          |
| 23 september WK 1982 kwalificatie № 296 «onderlinge duels» 17:00 uur (UTC+3) | Roemenië | 0 – 0 | Hongarije | Stadionul 23 August, Boekarest Toeschouwers: 70.000 Scheidsrechter: Erich Linemayr (AUT) |
| 23 september WK 1982 kwalificatie № 296 «onderlinge duels» 17:00 uur (UTC+3) |          |       |           | Stadionul 23 August, Boekarest Toeschouwers: 70.000 Scheidsrechter: Erich Linemayr (AUT) |

|                                                                            |                 |       |                                       |                                                                                           |
| 10 oktober WK 1982 kwalificatie № 297 «onderlinge duels» 15:00 uur (UTC+2) | Roemenië        | 1 – 2 | Zwitserland                           | Stadionul 23 August, Boekarest Toeschouwers: 55.000 Scheidsrechter: Enzo Barbaresco (ITS) |
| 10 oktober WK 1982 kwalificatie № 297 «onderlinge duels» 15:00 uur (UTC+2) | Ilie Balaci 56' |       | 26' Robert Lüthi 69' Gianpietro Zappa | Stadionul 23 August, Boekarest Toeschouwers: 55.000 Scheidsrechter: Enzo Barbaresco (ITS) |

|                                                                             |             |       |          |                                                                         |
| 11 november WK 1982 kwalificatie № 298 «onderlinge duels» 20:00 uur (UTC+1) | Zwitserland | 0 – 0 | Roemenië | Wankdorf, Bern Toeschouwers: 27.112 Scheidsrechter: César Correia (POR) |
| 11 november WK 1982 kwalificatie № 298 «onderlinge duels» 20:00 uur (UTC+1) |             |       |          | Wankdorf, Bern Toeschouwers: 27.112 Scheidsrechter: César Correia (POR) |

### 1982
|                                                                       |                                                                                   |       |                    |                                                                                 |
| 24 maart Vriendschappelijk № 299 «onderlinge duels» 20:00 uur (UTC+1) | België                                                                            | 4 – 1 | Roemenië           | Heizelstadion, Brussel Toeschouwers: 7.330 Scheidsrechter: Daniel Lambert (FRA) |
| 24 maart Vriendschappelijk № 299 «onderlinge duels» 20:00 uur (UTC+1) | René Verheyen 11' René Verheyen 45' Alex Czerniatynski 67' Alex Czerniatynski 75' |       | 51' Aurel Ţicleanu | Heizelstadion, Brussel Toeschouwers: 7.330 Scheidsrechter: Daniel Lambert (FRA) |

|                                                                       |                     |       |                                       |                                                                                         |
| 14 april Vriendschappelijk № 300 «onderlinge duels» 17:30 uur (UTC+3) | Bulgarije           | 1 – 2 | Roemenië                              | Gradski Stadion, Roese Toeschouwers: 25.000 Scheidsrechter: Panagiotis Tsolakidis (GRE) |
| 14 april Vriendschappelijk № 300 «onderlinge duels» 17:30 uur (UTC+3) | Stefan Lahchiev 34' |       | 44' Rodion Cămătaru 73' László Bölöni | Gradski Stadion, Roese Toeschouwers: 25.000 Scheidsrechter: Panagiotis Tsolakidis (GRE) |

|                                                                       |                                                         |       |                      |                                                                           |
| 1 mei EK 1984 kwalificatie № 301 «onderlinge duels» 17:15 uur (UTC+3) | Roemenië                                                | 3 – 1 | Cyprus               | Corvinul, Hunedoara Toeschouwers: 9.103 Scheidsrechter: Arsen Hoxha (ALB) |
| 1 mei EK 1984 kwalificatie № 301 «onderlinge duels» 17:15 uur (UTC+3) | Florea Văetuş 16' Rodion Cămătaru 19' László Bölöni 71' |       | 29' Foivos Vrachimis | Corvinul, Hunedoara Toeschouwers: 9.103 Scheidsrechter: Arsen Hoxha (ALB) |

|                                                                     |                          |       |          |                                                                                               |
| 12 mei Vriendschappelijk № 302 «onderlinge duels» 21:00 uur (UTC−3) | Argentinië               | 1 – 0 | Roemenië | Estadio Gigante de Arroyito, Rosario Toeschouwers: 40.000 Scheidsrechter: Claudio Busca (ARG) |
| 12 mei Vriendschappelijk № 302 «onderlinge duels» 21:00 uur (UTC−3) | Roberto Osvaldo Diaz 56' |       |          | Estadio Gigante de Arroyito, Rosario Toeschouwers: 40.000 Scheidsrechter: Claudio Busca (ARG) |

| |                                                 |       |          |                                                                                     |
| 16 mei Vriendschappelijk № 303 [[Lijst van voetbalinterlands Peru - Roemenië\|«onderlinge duels»]] 16:00 uur (UTC−5) | Peru                                            | 2 – 0 | Roemenië | Estadio Nacional, Lima Toeschouwers: 22.000 Scheidsrechter: Sergio Leiblinger (PER) |
| 16 mei Vriendschappelijk № 303 [[Lijst van voetbalinterlands Peru - Roemenië\|«onderlinge duels»]] 16:00 uur (UTC−5) | Julio Cesar Uribe 45' (pen.) Jose Velasquez 88' |       |          | Estadio Nacional, Lima Toeschouwers: 22.000 Scheidsrechter: Sergio Leiblinger (PER) |

|                                                                     |                                         |       |                                                       |                                                                                      |
| 18 mei Vriendschappelijk № 304 «onderlinge duels» 20:00 uur (UTC−4) | Chili                                   | 2 – 3 | Roemenië                                              | Estadio Nacional, Santiago Toeschouwers: 9.166 Scheidsrechter: Guillermo Budge (CHI) |
| 18 mei Vriendschappelijk № 304 «onderlinge duels» 20:00 uur (UTC−4) | Vladimir Bigorra 55' Carlos Caszely 62' |       | 8' Michael Klein 25' Michael Klein 28' Ionel Augustin | Estadio Nacional, Santiago Toeschouwers: 9.166 Scheidsrechter: Guillermo Budge (CHI) |

|                                                                      |                                                                         |       |       |                                                                                           |
| 15 juli Vriendschappelijk № 305 «onderlinge duels» 18:30 uur (UTC+3) | Roemenië                                                                | 4 – 0 | Japan | Stadionul Areni, Suceava Toeschouwers: 55.000 Scheidsrechter: Panagiotis Tsolakidis (GRE) |
| 15 juli Vriendschappelijk № 305 «onderlinge duels» 18:30 uur (UTC+3) | Michael Klein 22' Viorel Turcu 24' László Bölöni 52' Dudu Georgescu 80' |       |       | Stadionul Areni, Suceava Toeschouwers: 55.000 Scheidsrechter: Panagiotis Tsolakidis (GRE) |

|                                                                      |                                                         |       |                     |                                                                                                 |
| 18 juli Vriendschappelijk № 306 «onderlinge duels» 20:30 uur (UTC+3) | Roemenië                                                | 3 – 1 | Japan               | Stadionul 23 August, Boekarest Toeschouwers: 25.000 Scheidsrechter: Panagiotis Tsolakidis (GRE) |
| 18 juli Vriendschappelijk № 306 «onderlinge duels» 20:30 uur (UTC+3) | László Bölöni 42' Dudu Georgescu 70' Dudu Georgescu 83' |       | 12' Tetsuya Totsuka | Stadionul 23 August, Boekarest Toeschouwers: 25.000 Scheidsrechter: Panagiotis Tsolakidis (GRE) |

|                                                                          |                |       |            |                                                                                        |
| 1 september Vriendschappelijk № 307 «onderlinge duels» 20:00 uur (UTC+3) | Roemenië       | 1 – 0 | Denemarken | Stadionul 23 August, Boekarest Toeschouwers: 45.000 Scheidsrechter: Cumhur Demir (TUR) |
| 1 september Vriendschappelijk № 307 «onderlinge duels» 20:00 uur (UTC+3) | Ilie Balaci 7' |       |            | Stadionul 23 August, Boekarest Toeschouwers: 45.000 Scheidsrechter: Cumhur Demir (TUR) |

|                                                                             |                                   |       |        |                                                                                           |
| 8 september EK 1984 kwalificatie № 308 «onderlinge duels» 20:30 uur (UTC+2) | Roemenië                          | 2 – 0 | Zweden | Stadionul 23 August, Boekarest Toeschouwers: 24.031 Scheidsrechter: Edvard Šoštarič (YUG) |
| 8 september EK 1984 kwalificatie № 308 «onderlinge duels» 20:30 uur (UTC+2) | Ioan Andone 25' Michael Klein 47' |       |        | Stadionul 23 August, Boekarest Toeschouwers: 24.031 Scheidsrechter: Edvard Šoštarič (YUG) |

|                                                                      |                                                                        |       |                   | |
| 17 november Vriendschappelijk № 309 «onderlinge duels» 17:00 (UTC+1) | DDR                                                                    | 4 – 1 | Roemenië          | Ernst-Thälmann-Stadion, Karl-Marx-Stadt Toeschouwers: 10.000 Scheidsrechter: Romualdas Yushka (URS) |
| 17 november Vriendschappelijk № 309 «onderlinge duels» 17:00 (UTC+1) | Dieter Kühn 30' Rüdiger Schnuphase 40' Dieter Kühn 65' Jürgen Heun 85' |       | 61' László Bölöni | Ernst-Thälmann-Stadion, Karl-Marx-Stadt Toeschouwers: 10.000 Scheidsrechter: Romualdas Yushka (URS) |

|                                                                            |        |       |          |                                                                                      |
| 4 december EK 1984 kwalificatie № 310 «onderlinge duels» 14:30 uur (UTC+1) | Italië | 0 – 0 | Roemenië | Stadio Comunale, Florence Toeschouwers: 50.478 Scheidsrechter: Georges Konrath (FRA) |
| 4 december EK 1984 kwalificatie № 310 «onderlinge duels» 14:30 uur (UTC+1) |        |       |          | Stadio Comunale, Florence Toeschouwers: 50.478 Scheidsrechter: Georges Konrath (FRA) |

### 1983
|                                                                        |                        |       |                  |                                                                                              |
| 29 januari Vriendschappelijk № 311 «onderlinge duels» 14:00 uur (UTC+) | Turkije                | 1 – 1 | Roemenië         | Ali Sami Yenstadion, Istanbul Toeschouwers: 7.728 Scheidsrechter: Nedyalko Tahtadzhiev (BUL) |
| 29 januari Vriendschappelijk № 311 «onderlinge duels» 14:00 uur (UTC+) | Selçuk Yula 33' (pen.) |       | 9' Romulus Gabor | Ali Sami Yenstadion, Istanbul Toeschouwers: 7.728 Scheidsrechter: Nedyalko Tahtadzhiev (BUL) |

|                                                                         |                                                                  |       |                   |                                                                                            |
| 2 februari Vriendschappelijk № 312 «onderlinge duels» 14:45 uur (UTC+2) | Griekenland                                                      | 1 – 3 | Roemenië          | Alcazarstadion, Larissa Toeschouwers: 16.000 Scheidsrechter: Vangelis Giannagoudakis (GRE) |
| 2 februari Vriendschappelijk № 312 «onderlinge duels» 14:45 uur (UTC+2) | Vangelis Kousoulakis 16' Rodion Cămătaru 24' Rodion Cămătaru 46' |       | 10' László Bölöni | Alcazarstadion, Larissa Toeschouwers: 16.000 Scheidsrechter: Vangelis Giannagoudakis (GRE) |

|                                                                      |                                                         |       |                   |                                                                                        |
| 9 maart Vriendschappelijk № 313 «onderlinge duels» 15:30 uur (UTC+2) | Roemenië                                                | 3 – 1 | Turkije           | Stadionul 23 August, Boekarest Toeschouwers: 17.000 Scheidsrechter: Bernd Stumpf (DDR) |
| 9 maart Vriendschappelijk № 313 «onderlinge duels» 15:30 uur (UTC+2) | Ilie Balaci 7' Ilie Balaci 19' (pen.) László Bölöni 87' |       | 36' Raşit Çetiner | Stadionul 23 August, Boekarest Toeschouwers: 17.000 Scheidsrechter: Bernd Stumpf (DDR) |

|                                                                       |          |                                            |             |                                                                                       |
| 30 maart Vriendschappelijk № 314 «onderlinge duels» 16:00 uur (UTC+3) | Roemenië | 0 – 2                                      | Joegoslavië | 1 mei-stadion, Constanța Toeschouwers: 25.000 Scheidsrechter: Matevos Mkrtchian (URS) |
| 30 maart Vriendschappelijk № 314 «onderlinge duels» 16:00 uur (UTC+3) |          | 14' Jasmin Džeko 86' Aleksandar Trifunović |             | 1 mei-stadion, Constanța Toeschouwers: 25.000 Scheidsrechter: Matevos Mkrtchian (URS) |

|                                                                          |                   |       |        |                                                                                          |
| 16 april EK 1984 kwalificatie № 315 «onderlinge duels» 20:00 uur (UTC+3) | Roemenië          | 1 – 0 | Italië | Stadionul 23 August, Boekarest Toeschouwers: 62.966 Scheidsrechter: Michel Vautrot (FRA) |
| 16 april EK 1984 kwalificatie № 315 «onderlinge duels» 20:00 uur (UTC+3) | László Bölöni 24' |       |        | Stadionul 23 August, Boekarest Toeschouwers: 62.966 Scheidsrechter: Michel Vautrot (FRA) |

|                                                                        |          |                           |                   |                                                                                         |
| 15 mei EK 1984 kwalificatie № 316 «onderlinge duels» 20:30 uur (UTC+3) | Roemenië | 0 – 1                     | Tsjecho-Slowakije | Stadionul 23 August, Boekarest Toeschouwers: 30.108 Scheidsrechter: Alexis Ponnet (BEL) |
| 15 mei EK 1984 kwalificatie № 316 «onderlinge duels» 20:30 uur (UTC+3) |          | 40' (pen.) Ladislav Vízek |                   | Stadionul 23 August, Boekarest Toeschouwers: 30.108 Scheidsrechter: Alexis Ponnet (BEL) |

|                                                                     |                         |       |          |                                                                                       |
| 1 juni Vriendschappelijk № 317 «onderlinge duels» 17:00 uur (UTC+2) | Joegoslavië             | 1 – 0 | Roemenië | Koševostadion, Sarajevo Toeschouwers: 12.000 Scheidsrechter: Siegfried Kirschen (DDR) |
| 1 juni Vriendschappelijk № 317 «onderlinge duels» 17:00 uur (UTC+2) | Ion Munteanu 59' (e.d.) |       |          | Koševostadion, Sarajevo Toeschouwers: 12.000 Scheidsrechter: Siegfried Kirschen (DDR) |

|                                                                        |        |                     |          |                                                                               |
| 9 juni EK 1984 kwalificatie № 318 «onderlinge duels» 19:00 uur (UTC+2) | Zweden | 0 – 1               | Roemenië | Råsundastadion, Solna Toeschouwers: 31.474 Scheidsrechter: Adolf Prokop (DDR) |
| 9 juni EK 1984 kwalificatie № 318 «onderlinge duels» 19:00 uur (UTC+2) |        | 29' Rodion Cămătaru |          | Råsundastadion, Solna Toeschouwers: 31.474 Scheidsrechter: Adolf Prokop (DDR) |

|                                                                          |           |       |          |                                                                              |
| 10 augustus Vriendschappelijk № 319 «onderlinge duels» 19:00 uur (UTC+2) | Noorwegen | 0 – 0 | Roemenië | Ullevaalstadion, Oslo Toeschouwers: 8.533 Scheidsrechter: Ulf Eriksson (SWE) |
| 10 augustus Vriendschappelijk № 319 «onderlinge duels» 19:00 uur (UTC+2) |           |       |          | Ullevaalstadion, Oslo Toeschouwers: 8.533 Scheidsrechter: Ulf Eriksson (SWE) |

|                                                                      |                     |       |     |                                                                                             |
| 24 augustus Vriendschappelijk № 320 «onderlinge duels» 18:00 (UTC+3) | Roemenië            | 1 – 0 | DDR | Stadionul Steaua, Boekarest Toeschouwers: 10.000 Scheidsrechter: Borislav Aleksandrov (BUL) |
| 24 augustus Vriendschappelijk № 320 «onderlinge duels» 18:00 (UTC+3) | Nicolae Negrila 34' |       |     | Stadionul Steaua, Boekarest Toeschouwers: 10.000 Scheidsrechter: Borislav Aleksandrov (BUL) |

|                                                                      |                                                |       |                                     |                                                                               |
| 7 september Vriendschappelijk № 321 «onderlinge duels» 19:30 (UTC+2) | Polen                                          | 2 – 2 | Roemenië                            | Wisłastadion, Krakau Toeschouwers: 8.000 Scheidsrechter: Jaromír Fausek (TCH) |
| 7 september Vriendschappelijk № 321 «onderlinge duels» 19:30 (UTC+2) | Włodzimierz Ciołek 52' Andrzej Iwan 57' (pen.) |       | 17' Lică Movilă 79' Mircea Irimescu | Wisłastadion, Krakau Toeschouwers: 8.000 Scheidsrechter: Jaromír Fausek (TCH) |

|                                                                         |                                                                              |       |          |                                                                                   |
| 12 oktober Vriendschappelijk № 322 «onderlinge duels» 19:30 uur (UTC+1) | Wales                                                                        | 5 – 0 | Roemenië | Racecourse Ground, Wrexham Toeschouwers: 4.161 Scheidsrechter: Robert Wurtz (FRA) |
| 12 oktober Vriendschappelijk № 322 «onderlinge duels» 19:30 uur (UTC+1) | Ian Rush 14' Mickey Thomas 25' Ian Rush 30' Robbie James 72' Alan Curtis 90' |       |          | Racecourse Ground, Wrexham Toeschouwers: 4.161 Scheidsrechter: Robert Wurtz (FRA) |

|                                                                         |                   |       |                  |                                                                                     |
| 8 november Vriendschappelijk № 323 «onderlinge duels» 16:45 uur (UTC+2) | Israël            | 1 – 1 | Roemenië         | Bloomfieldstadion, Tel Aviv Toeschouwers: 3.500 Scheidsrechter: Jakob Baumann (SUI) |
| 8 november Vriendschappelijk № 323 «onderlinge duels» 16:45 uur (UTC+2) | Uri Malmilian 49' |       | 75' Marcel Coraş | Bloomfieldstadion, Tel Aviv Toeschouwers: 3.500 Scheidsrechter: Jakob Baumann (SUI) |

|                                                                             |        |                   |          |                                                                               |
| 12 november EK 1984 kwalificatie № 324 «onderlinge duels» 15:00 uur (UTC+2) | Cyprus | 0 – 1             | Roemenië | Tsirionstadion, Limasol Toeschouwers: 5.277 Scheidsrechter: Ron Bridges (WAL) |
| 12 november EK 1984 kwalificatie № 324 «onderlinge duels» 15:00 uur (UTC+2) |        | 78' László Bölöni |          | Tsirionstadion, Limasol Toeschouwers: 5.277 Scheidsrechter: Ron Bridges (WAL) |

|                                                                             |                   |       |                 |                                                                                    |
| 30 november EK 1984 kwalificatie № 325 «onderlinge duels» 17:00 uur (UTC+1) | Tsjecho-Slowakije | 1 – 1 | Roemenië        | Tehelné pole, Bratislava Toeschouwers: 45.554 Scheidsrechter: Károly Palotai (HUN) |
| 30 november EK 1984 kwalificatie № 325 «onderlinge duels» 17:00 uur (UTC+1) | Milan Luhový 85'  |       | 62' Ion Geolgău | Tehelné pole, Bratislava Toeschouwers: 45.554 Scheidsrechter: Károly Palotai (HUN) |

### 1984
|                                                                         |                |       |                             |                                                                                             |
| 7 februari Vriendschappelijk № 326 «onderlinge duels» 20:00 uur (UTC+1) | Algerije       | 1 – 1 | Roemenië                    | Stadion van 5 juli 1962, Algiers Toeschouwers: 15.000 Scheidsrechter: Mohamed Tighilt (ALG) |
| 7 februari Vriendschappelijk № 326 «onderlinge duels» 20:00 uur (UTC+1) | Ben Sheikh 80' |       | 73' (e.d.) Mahmoud Guendouz | Stadion van 5 juli 1962, Algiers Toeschouwers: 15.000 Scheidsrechter: Mohamed Tighilt (ALG) |

|                                                                      |                                   |       |             |                                                                                         |
| 7 maart Vriendschappelijk № 327 «onderlinge duels» 14:30 uur (UTC+2) | Roemenië                          | 2 – 0 | Griekenland | Stadionul Central, Craiova Toeschouwers: 15.000 Scheidsrechter: Menahem Ashkenazi (ISR) |
| 7 maart Vriendschappelijk № 327 «onderlinge duels» 14:30 uur (UTC+2) | Marcel Coraş 17' Dorin Mateuț 61' |       |             | Stadionul Central, Craiova Toeschouwers: 15.000 Scheidsrechter: Menahem Ashkenazi (ISR) |

|                                                                       |          |       |        |                                                                                      |
| 11 april Vriendschappelijk № 328 «onderlinge duels» 17:00 uur (UTC+3) | Roemenië | 0 – 0 | Israël | Stadionul Municipal, Oradea Toeschouwers: 25.000 Scheidsrechter: Bogdan Dochev (BUL) |
| 11 april Vriendschappelijk № 328 «onderlinge duels» 17:00 uur (UTC+3) |          |       |        | Stadionul Municipal, Oradea Toeschouwers: 25.000 Scheidsrechter: Bogdan Dochev (BUL) |

| Europees kampioenschap voetbal 1984 |
| ----------------------------------- |

|                                                                 |                   |       |                          |                                                                                                 |
| 14 juni 1984 Groep B № 329 «onderlinge duels» 20:30 uur (UTC+2) | Roemenië          | 1 – 1 | Spanje                   | Stade Geoffroy-Guichard, Saint-Étienne Toeschouwers: 16.972 Scheidsrechter: Alexis Ponnet (BEL) |
| 14 juni 1984 Groep B № 329 «onderlinge duels» 20:30 uur (UTC+2) | László Bölöni 35' |       | 22' (pen.) Lobo Carrasco | Stade Geoffroy-Guichard, Saint-Étienne Toeschouwers: 16.972 Scheidsrechter: Alexis Ponnet (BEL) |

|                                                                    |                                 |       |                  |                                                                                    |
| 17 juni WK 1984 Groep B № 330 «onderlinge duels» 17:15 uur (UTC+2) | West-Duitsland                  | 2 – 1 | Roemenië         | Stade Bollaert-Delelis, Lens Toeschouwers: 31.787 Scheidsrechter: Jan Keizer (NED) |
| 17 juni WK 1984 Groep B № 330 «onderlinge duels» 17:15 uur (UTC+2) | Rudi Völler 26' Rudi Völler 66' |       | 46' Marcel Coraş | Stade Bollaert-Delelis, Lens Toeschouwers: 31.787 Scheidsrechter: Jan Keizer (NED) |

|                                                                 |          |       |          |                                                                                        |
| 20 juni 1984 Groep B № 331 «onderlinge duels» 20:30 uur (UTC+2) | Portugal | 1 – 0 | Roemenië | Stade de la Beaujoire, Nantes Toeschouwers: 24.464 Scheidsrechter: Heinz Fahnler (AUT) |
| 20 juni 1984 Groep B № 331 «onderlinge duels» 20:30 uur (UTC+2) | Nené 81' |       |          | Stade de la Beaujoire, Nantes Toeschouwers: 24.464 Scheidsrechter: Heinz Fahnler (AUT) |

|  |  |  |  |  |  |  |  |  |

|                                                                      |                                                                       |       |                               |                                                                                    |
| 29 juli Vriendschappelijk № 332 «onderlinge duels» 11:00 uur (UTC+3) | Roemenië                                                              | 4 – 2 | China                         | Stadionul 23 August, Iași Toeschouwers: 25.000 Scheidsrechter: Virgil Antohi (ROU) |
| 29 juli Vriendschappelijk № 332 «onderlinge duels» 11:00 uur (UTC+3) | Mircea Rednic 2' Rodion Cămătaru 3' Costel Orac 45' Gavril Balint 50' |       | 80' Zahao Dayu 83' Zahao Dayu | Stadionul 23 August, Iași Toeschouwers: 25.000 Scheidsrechter: Virgil Antohi (ROU) |

|                                                                      |                   |       |       |                                                                                    |
| 31 juli Vriendschappelijk № 333 «onderlinge duels» 18:00 uur (UTC+3) | Roemenië          | 1 – 0 | China | Buzăustadion, Buzău Toeschouwers: 10.000 Scheidsrechter: Cristian Teodorescu (ROU) |
| 31 juli Vriendschappelijk № 333 «onderlinge duels» 18:00 uur (UTC+3) | Gavril Balint 54' |       |       | Buzăustadion, Buzău Toeschouwers: 10.000 Scheidsrechter: Cristian Teodorescu (ROU) |

|                                                                      |                                     |       |                           |                                                                                       |
| 29 augustus Vriendschappelijk № 334 «onderlinge duels» 17:00 (UTC+2) | DDR                                 | 2 – 1 | Roemenië                  | Stadion der Freundschaft, Gera Toeschouwers: 8.500 Scheidsrechter: Vadzim Zjoek (URS) |
| 29 augustus Vriendschappelijk № 334 «onderlinge duels» 17:00 (UTC+2) | Ralf Minge 18' Matthias Liebers 90' |       | 4' (pen.) Mircea Irimescu | Stadion der Freundschaft, Gera Toeschouwers: 8.500 Scheidsrechter: Vadzim Zjoek (URS) |

|                                                                              |                                                                      |       |                                   |                                                                                |
| 12 september WK 1986 kwalificatie № 335 «onderlinge duels» 20:00 uur (UTC+1) | Noord-Ierland                                                        | 3 – 2 | Roemenië                          | Windsor Park, Belfast Toeschouwers: 17.269 Scheidsrechter: Alexis Ponnet (BEL) |
| 12 september WK 1986 kwalificatie № 335 «onderlinge duels» 20:00 uur (UTC+1) | George Iorgulescu 33' (e.d.) Norman Whiteside 62' Martin O'Neill 74' |       | 36' Gheorghe Hagi 80' Ion Geolgău | Windsor Park, Belfast Toeschouwers: 17.269 Scheidsrechter: Alexis Ponnet (BEL) |

|                                                                          |               |       |                    |                                                                                         |
| 21 november Vriendschappelijk № 336 «onderlinge duels» 14:00 uur (UTC+2) | Israël        | 1 – 1 | Roemenië           | HaUrvastadion, Petach Tikwa Toeschouwers: 2.000 Scheidsrechter: Itzhak Ben Itzhak (ISR) |
| 21 november Vriendschappelijk № 336 «onderlinge duels» 14:00 uur (UTC+2) | Eli Ohana 33' |       | 74' Marius Lăcătuș | HaUrvastadion, Petach Tikwa Toeschouwers: 2.000 Scheidsrechter: Itzhak Ben Itzhak (ISR) |

### 1985
|                                                                       |                                  |       |                                                         |                                                                                          |
| 30 januari Vriendschappelijk № 337 «onderlinge duels» 21:00 uur (UTC) | Portugal                         | 2 – 3 | Roemenië                                                | Estádio José Alvalade, Lissabon Toeschouwers: 3.000 Scheidsrechter: Emilio Soriano (ESP) |
| 30 januari Vriendschappelijk № 337 «onderlinge duels» 21:00 uur (UTC) | Paulo Futre 9' Carlos Manuel 47' |       | 57' Marius Lăcătuș 77' Marius Lăcătuș 84' Gheorghe Hagi | Estádio José Alvalade, Lissabon Toeschouwers: 3.000 Scheidsrechter: Emilio Soriano (ESP) |

|                                                                   |          |       |       |                                                                                            |
| 27 maart Vriendschappelijk № 338 «onderlinge duels» 16:00 (UTC+3) | Roemenië | 0 – 0 | Polen | Stadionul Municipal, Sibiu Toeschouwers: 25.000 Scheidsrechter: Borislav Aleksandrov (BUL) |
| 27 maart Vriendschappelijk № 338 «onderlinge duels» 16:00 (UTC+3) |          |       |       | Stadionul Municipal, Sibiu Toeschouwers: 25.000 Scheidsrechter: Borislav Aleksandrov (BUL) |

|                                                                      |                                                           |       |         |                                                                                         |
| 3 april Vriendschappelijk № 339 «onderlinge duels» 16:00 uur (UTC+3) | Roemenië                                                  | 3 – 0 | Turkije | Stadionul Central, Craiova Toeschouwers: 20.816 Scheidsrechter: Itzhak Ben Itzhak (ISR) |
| 3 april Vriendschappelijk № 339 «onderlinge duels» 16:00 uur (UTC+3) | Gheorghe Hagi 21' Rodion Cămătaru 28' Rodion Cămătaru 42' |       |         | Stadionul Central, Craiova Toeschouwers: 20.816 Scheidsrechter: Itzhak Ben Itzhak (ISR) |

|                                                                       |          |       |          |                                                                                           |
| 1 mei WK 1986 kwalificatie № 340 «onderlinge duels» 18:00 uur (UTC+3) | Roemenië | 0 – 0 | Engeland | Stadionul 23 August, Boekarest Toeschouwers: 49.229 Scheidsrechter: Emilio Guruceta (ESP) |
| 1 mei WK 1986 kwalificatie № 340 «onderlinge duels» 18:00 uur (UTC+3) |          |       |          | Stadionul 23 August, Boekarest Toeschouwers: 49.229 Scheidsrechter: Emilio Guruceta (ESP) |

|                                                                    |                   |       |                  |                                                                                              |
| 6 juni WK 1986 kwalificatie № 341 «onderlinge duels» 19:00 (UTC+3) | Finland           | 1 – 1 | Roemenië         | Olympisch Stadion, Helsinki Toeschouwers: 30.311 Scheidsrechter: Marcel Van Langenhove (BEL) |
| 6 juni WK 1986 kwalificatie № 341 «onderlinge duels» 19:00 (UTC+3) | Mika Lipponen 26' |       | 7' Gheorghe Hagi | Olympisch Stadion, Helsinki Toeschouwers: 30.311 Scheidsrechter: Marcel Van Langenhove (BEL) |

|                                                                         |                                         |       |          |                                                                                              |
| 7 augustus Vriendschappelijk № 342 «onderlinge duels» 19:00 uur (UTC+4) | Sovjet-Unie                             | 2 – 0 | Roemenië | Centraal Leninstadion, Moskou Toeschouwers: 25.000 Scheidsrechter: Aleksander Suchanek (POL) |
| 7 augustus Vriendschappelijk № 342 «onderlinge duels» 19:00 uur (UTC+4) | Oleh Protasov 47' Fjodor Tsjerenkov 75' |       |          | Centraal Leninstadion, Moskou Toeschouwers: 25.000 Scheidsrechter: Aleksander Suchanek (POL) |

|                                                                         |                                   |       |         |                                                                                      |
| 28 augustus WK 1986 kwalificatie № 343 «onderlinge duels» 17:30 (UTC+3) | Roemenië                          | 2 – 0 | Finland | Stadionul 1 Mai, Timișoara Toeschouwers: 45.000 Scheidsrechter: Zoran Petrović (YUG) |
| 28 augustus WK 1986 kwalificatie № 343 «onderlinge duels» 17:30 (UTC+3) | Gheorghe Hagi 6' Dorin Mateuț 57' |       |         | Stadionul 1 Mai, Timișoara Toeschouwers: 45.000 Scheidsrechter: Zoran Petrović (YUG) |

|                                                                              |                  |       |                     |                                                                                         |
| 11 september WK 1986 kwalificatie № 344 «onderlinge duels» 19:45 uur (UTC+1) | Engeland         | 1 – 1 | Roemenië            | Wembley Stadium, Londen Toeschouwers: 59.500 Scheidsrechter: Karl-Heinz Tritscher (FRG) |
| 11 september WK 1986 kwalificatie № 344 «onderlinge duels» 19:45 uur (UTC+1) | Glenn Hoddle 25' |       | 60' Rodion Cămătaru | Wembley Stadium, Londen Toeschouwers: 59.500 Scheidsrechter: Karl-Heinz Tritscher (FRG) |

|                                                                            |          |                 |               |                                                                                            |
| 16 oktober WK 1986 kwalificatie № 345 «onderlinge duels» 15:00 uur (UTC+2) | Roemenië | 0 – 1           | Noord-Ierland | Stadionul 23 August, Boekarest Toeschouwers: 22.227 Scheidsrechter: Henning Sørensen (DEN) |
| 16 oktober WK 1986 kwalificatie № 345 «onderlinge duels» 15:00 uur (UTC+2) |          | 29' Jimmy Quinn |               | Stadionul 23 August, Boekarest Toeschouwers: 22.227 Scheidsrechter: Henning Sørensen (DEN) |

|                                                                             |                 |       |                                                         |                                                                                    |
| 13 november WK 1986 kwalificatie № 346 «onderlinge duels» 21:00 uur (UTC+2) | Turkije         | 1 – 3 | Roemenië                                                | İzmir Atatürkstadion, İzmir Toeschouwers: 19.477 Scheidsrechter: Volker Roth (FRG) |
| 13 november WK 1986 kwalificatie № 346 «onderlinge duels» 21:00 uur (UTC+2) | Metin Tekin 78' |       | 15' George Iorgulescu 28' Marcel Coraş 54' Ştefan Iovan | İzmir Atatürkstadion, İzmir Toeschouwers: 19.477 Scheidsrechter: Volker Roth (FRG) |

### 1986
|                                                                          |                                         |       |                                              |                                                                                         |
| 28 februari Vriendschappelijk № 347 «onderlinge duels» 15:00 uur (UTC+2) | Egypte                                  | 2 – 2 | Roemenië                                     | Alexandriëstadion, Alexandrië Toeschouwers: 15.000 Scheidsrechter: Mohammed Hafez (EGY) |
| 28 februari Vriendschappelijk № 347 «onderlinge duels» 15:00 uur (UTC+2) | S Abou Zeid 29' A El Khateib 62' (pen.) |       | 2' Marcel Coraş 50' (pen.) George Iorgulescu | Alexandriëstadion, Alexandrië Toeschouwers: 15.000 Scheidsrechter: Mohammed Hafez (EGY) |

|                                                    |        |                   |          |                                                                                       |
| 2 maart Vriendschappelijk № 348 «onderlinge duels» | Egypte | 0 – 1             | Roemenië | Alexandriëstadion, Alexandrië Toeschouwers: 30.000 Scheidsrechter: Ahmed Badawi (EGY) |
| 2 maart Vriendschappelijk № 348 «onderlinge duels» |        | 38' Romulus Gabor |          | Alexandriëstadion, Alexandrië Toeschouwers: 30.000 Scheidsrechter: Ahmed Badawi (EGY) |

|                                                     |                    |       |                    |                                                                                            |
| 14 maart Vriendschappelijk № 349 «onderlinge duels» | Irak               | 1 – 1 | Roemenië           | Al-shaabstadion, Bagdad Toeschouwers: 25.000 Scheidsrechter: Abdul Latif Abdul Kader (IRQ) |
| 14 maart Vriendschappelijk № 349 «onderlinge duels» | Mohammed Haris 24' |       | 19' Ionel Augustin | Al-shaabstadion, Bagdad Toeschouwers: 25.000 Scheidsrechter: Abdul Latif Abdul Kader (IRQ) |

|                                                     |      |       |          |                                                                                      |
| 17 maart Vriendschappelijk № 350 «onderlinge duels» | Irak | 0 – 0 | Roemenië | Al-shaabstadion, Bagdad Toeschouwers: 30.000 Scheidsrechter: Abas Abdul Rahman (IRQ) |
| 17 maart Vriendschappelijk № 350 «onderlinge duels» |      |       |          | Al-shaabstadion, Bagdad Toeschouwers: 30.000 Scheidsrechter: Abas Abdul Rahman (IRQ) |

|                                                                     |                                                      |       |          |                                                                              |
| 26 maart Vriendschappelijk № 351 «onderlinge duels» 20:00 uur (UTC) | Schotland                                            | 3 – 0 | Roemenië | Hampden Park, Glasgow Toeschouwers: 53.589 Scheidsrechter: Volker Roth (FRG) |
| 26 maart Vriendschappelijk № 351 «onderlinge duels» 20:00 uur (UTC) | Gordon Strachan 18' Richard Gough 27' Roy Aitken 80' |       |          | Hampden Park, Glasgow Toeschouwers: 53.589 Scheidsrechter: Volker Roth (FRG) |

|                                                                       |                                       |       |                     |                                                                                       |
| 23 april Vriendschappelijk № 352 «onderlinge duels» 17:00 uur (UTC+3) | Roemenië                              | 2 – 1 | Sovjet-Unie         | 1 mei-stadion, Constanța Toeschouwers: 25.000 Scheidsrechter: Dragiša Komadinić (YUG) |
| 23 april Vriendschappelijk № 352 «onderlinge duels» 17:00 uur (UTC+3) | Gheorghe Hagi 13' Rodion Cămătaru 80' |       | 67' Sergej Rodionov | 1 mei-stadion, Constanța Toeschouwers: 25.000 Scheidsrechter: Dragiša Komadinić (YUG) |

|                                                                     |                                                               |       |                       |                                                                                             |
| 4 juni Vriendschappelijk № 353 «onderlinge duels» 18:00 uur (UTC+3) | Roemenië                                                      | 3 – 1 | Noorwegen             | Stadionul 23 August, Boekarest Toeschouwers: 20.000 Scheidsrechter: Menahem Ashkenazi (ISR) |
| 4 juni Vriendschappelijk № 353 «onderlinge duels» 18:00 uur (UTC+3) | Victor Pițurcă 20' (pen.) Victor Pițurcă 36' Dorin Mateuț 90' |       | 63' (pen.) Tom Sundby | Stadionul 23 August, Boekarest Toeschouwers: 20.000 Scheidsrechter: Menahem Ashkenazi (ISR) |

|                                                                          |                                               |       |                                            |                                                                              |
| 20 augustus Vriendschappelijk № 354 «onderlinge duels» 19:00 uur (UTC+1) | Noorwegen                                     | 2 – 2 | Roemenië                                   | Ullevaalstadion, Oslo Toeschouwers: 3.200 Scheidsrechter: Bruno Galler (SUI) |
| 20 augustus Vriendschappelijk № 354 «onderlinge duels» 19:00 uur (UTC+1) | Arne Larsen Økland 60' Arne Larsen Økland 66' |       | 25' (e.d.) Kjetil Osvold 35' Gheorghe Hagi | Ullevaalstadion, Oslo Toeschouwers: 3.200 Scheidsrechter: Bruno Galler (SUI) |

|                                                                              |                                                                        |       |            |                                                                                      |
| 10 september EK 1988 kwalificatie № 355 «onderlinge duels» 17:30 uur (UTC+3) | Roemenië                                                               | 4 – 0 | Oostenrijk | Stadionul Steaua, Boekarest Toeschouwers: 13.611 Scheidsrechter: Gérard Biguet (FRA) |
| 10 september EK 1988 kwalificatie № 355 «onderlinge duels» 17:30 uur (UTC+3) | Ştefan Iovan 45' Marius Lăcătuș 61' Ştefan Iovan 64' Gheorghe Hagi 90' |       |            | Stadionul Steaua, Boekarest Toeschouwers: 13.611 Scheidsrechter: Gérard Biguet (FRA) |

|                                                                        |                                   |       |                                                                             |                                                                                     |
| 8 oktober Vriendschappelijk № 356 «onderlinge duels» 17:00 uur (UTC+2) | Israël                            | 2 – 4 | Roemenië                                                                    | Ramat Ganstadion, Ramat Gan Toeschouwers: 3.500 Scheidsrechter: Kostas Kapsos (CYP) |
| 8 oktober Vriendschappelijk № 356 «onderlinge duels» 17:00 uur (UTC+2) | Uri Malmilian 2' Nissim Cohen 84' |       | 35' Victor Pițurcă 55' László Bölöni 60' Rodion Cămătaru 75' Victor Pițurcă | Ramat Ganstadion, Ramat Gan Toeschouwers: 3.500 Scheidsrechter: Kostas Kapsos (CYP) |

|                                                                             |                     |       |          |                                                                                          |
| 12 november EK 1988 kwalificatie № 357 «onderlinge duels» 20:30 uur (UTC+1) | Spanje              | 1 – 0 | Roemenië | Estadio Benito Villamarín, Sevilla Toeschouwers: 41.884 Scheidsrechter: Jan Keizer (NED) |
| 12 november EK 1988 kwalificatie № 357 «onderlinge duels» 20:30 uur (UTC+1) | Michel González 58' |       |          | Estadio Benito Villamarín, Sevilla Toeschouwers: 41.884 Scheidsrechter: Jan Keizer (NED) |

### 1987
|                                                                      |                        |       |                                                               |                                                                                       |
| 4 maart Vriendschappelijk № 358 «onderlinge duels» 18:00 uur (UTC+2) | Turkije                | 1 – 3 | Roemenië                                                      | Ankara 19 Mayısstadion, Ankara Toeschouwers: 12.727 Scheidsrechter: Dušan Colić (YUG) |
| 4 maart Vriendschappelijk № 358 «onderlinge duels» 18:00 uur (UTC+2) | Tanju Çolak 90' (pen.) |       | 44' Miodrag Belodedici 62' László Bölöni 72' (e.d.) Ali Çoban | Ankara 19 Mayısstadion, Ankara Toeschouwers: 12.727 Scheidsrechter: Dušan Colić (YUG) |

|                                                                       |                        |       |                          |                                                                                                 |
| 11 maart Vriendschappelijk № 359 «onderlinge duels» 18:00 uur (UTC+2) | Griekenland            | 1 – 1 | Roemenië                 | Georgios Karaiskákisstadion, Piraeus Toeschouwers: 6.000 Scheidsrechter: Makis Germanakos (GRE) |
| 11 maart Vriendschappelijk № 359 «onderlinge duels» 18:00 uur (UTC+2) | Dimitris Saravakos 52' |       | 84' (pen.) Gheorghe Hagi | Georgios Karaiskákisstadion, Piraeus Toeschouwers: 6.000 Scheidsrechter: Makis Germanakos (GRE) |

|                                                                          | |       |                   |                                                                                            |
| 25 maart EK 1988 kwalificatie № 360 «onderlinge duels» 16:00 uur (UTC+2) | Roemenië                                                                                               | 5 – 1 | Albanië           | Stadionul Steaua, Boekarest Toeschouwers: 6.154 Scheidsrechter: José Rosa dos Santos (POR) |
| 25 maart EK 1988 kwalificatie № 360 «onderlinge duels» 16:00 uur (UTC+2) | Victor Pițurcă 2' László Bölöni 43' Gheorghe Hag 45' (pen.) Miodrag Belodedici 54' Adrian Bumbescu 69' |       | 35' Shkëlqim Muça | Stadionul Steaua, Boekarest Toeschouwers: 6.154 Scheidsrechter: José Rosa dos Santos (POR) |

|                                                                      |                                                              |       |                                        |                                                                                         |
| 8 april Vriendschappelijk № 361 «onderlinge duels» 17:00 uur (UTC+3) | Roemenië                                                     | 3 – 2 | Israël                                 | Stadionul Municipal, Brașov Toeschouwers: 30.000 Scheidsrechter: Makis Germanakos (GRE) |
| 8 april Vriendschappelijk № 361 «onderlinge duels» 17:00 uur (UTC+3) | Septimiu Câmpeanu 21' Miodrag Belodedici 38' Ioan Kramer 83' |       | 19' Daniel Brailovsky 80' Shalom Tikva | Stadionul Municipal, Brașov Toeschouwers: 30.000 Scheidsrechter: Makis Germanakos (GRE) |

|                                                                          |                                                           |       |                   |                                                                                      |
| 29 april EK 1988 kwalificatie № 362 «onderlinge duels» 18:00 uur (UTC+3) | Roemenië                                                  | 3 – 1 | Spanje            | Stadionul Steaua, Boekarest Toeschouwers: 30.000 Scheidsrechter: Alexis Ponnet (BEL) |
| 29 april EK 1988 kwalificatie № 362 «onderlinge duels» 18:00 uur (UTC+3) | Victor Pițurcă 38' Dorin Mateuț 43' Nicolae Ungureanu 45' |       | 81' Ramón Calderé | Stadionul Steaua, Boekarest Toeschouwers: 30.000 Scheidsrechter: Alexis Ponnet (BEL) |

|                                                                      |                                                      |       |                          |                                                                                  |
| 2 september Vriendschappelijk № 363 «onderlinge duels» 16:30 (UTC+2) | Polen                                                | 3 – 1 | Roemenië                 | Stadion Zawiszy, Bydgoszcz Toeschouwers: 15.000 Scheidsrechter: Ivan Gregr (TCH) |
| 2 september Vriendschappelijk № 363 «onderlinge duels» 16:30 (UTC+2) | Marek Leśniak 19' Andrzej Rudy 28' Marek Leśniak 35' |       | 80' (pen.) László Bölöni | Stadion Zawiszy, Bydgoszcz Toeschouwers: 15.000 Scheidsrechter: Ivan Gregr (TCH) |

|                                                                        |                                    |       |                                                |                                                                                        |
| 7 oktober Vriendschappelijk № 364 «onderlinge duels» 15:00 uur (UTC+2) | Roemenië                           | 2 – 2 | Griekenland                                    | Stadionul Steaua, Boekarest Toeschouwers: 10.000 Scheidsrechter: Yaacov Scheiner (ISR) |
| 7 oktober Vriendschappelijk № 364 «onderlinge duels» 15:00 uur (UTC+2) | Mihai Ţârlea 72' László Bölöni 75' |       | 31' Nikos Anastopoulos 66' Petros Xanthopoulos | Stadionul Steaua, Boekarest Toeschouwers: 10.000 Scheidsrechter: Yaacov Scheiner (ISR) |

|                                                                            |         |                   |          |                                                                                       |
| 28 oktober EK 1988 kwalificatie № 365 «onderlinge duels» 14:30 uur (UTC+1) | Albanië | 0 – 1             | Roemenië | Flamurtaristadion, Vlorë Toeschouwers: 8.480 Scheidsrechter: Ignace van Swieten (NED) |
| 28 oktober EK 1988 kwalificatie № 365 «onderlinge duels» 14:30 uur (UTC+1) |         | 62' Michael Klein |          | Flamurtaristadion, Vlorë Toeschouwers: 8.480 Scheidsrechter: Ignace van Swieten (NED) |

|                                                                             |            |       |          |                                                                                 |
| 18 november EK 1988 kwalificatie № 366 «onderlinge duels» 20:00 uur (UTC+1) | Oostenrijk | 0 – 0 | Roemenië | Praterstadion, Wenen Toeschouwers: 4.120 Scheidsrechter: Rosario Lo Bello (ITA) |
| 18 november EK 1988 kwalificatie № 366 «onderlinge duels» 20:00 uur (UTC+1) |            |       |          | Praterstadion, Wenen Toeschouwers: 4.120 Scheidsrechter: Rosario Lo Bello (ITA) |

### 1988
|                                                                                        |        |                                    |          |                                                                                           |
| 3 februari Vriendschappelijk Israëltoernooi № 367 «onderlinge duels» 16:45 uur (UTC+2) | Israël | 0 – 2                              | Roemenië | Kiryat Eliezerstadion, Haifa Toeschouwers: 5.000 Scheidsrechter: Chris van der Laar (NED) |
| 3 februari Vriendschappelijk Israëltoernooi № 367 «onderlinge duels» 16:45 uur (UTC+2) |        | 15' László Bölöni 70' Daniel Ciucă |          | Kiryat Eliezerstadion, Haifa Toeschouwers: 5.000 Scheidsrechter: Chris van der Laar (NED) |

|                                                                      |                                     |       |                                 |                                                                                          |
| 6 februari Vriendschappelijk Israëltoernooi № 368 «onderlinge duels» | Polen                               | 2 – 2 | Roemenië                        | Kiryat Eliezerstadion, Haifa Toeschouwers: 3.000 Scheidsrechter: Itzhak Ben Itzhak (ISR) |
| 6 februari Vriendschappelijk Israëltoernooi № 368 «onderlinge duels» | Wiesław Cisek 42' Wiesław Cisek 85' |       | 37' Marcel Coraş 48' Ioan Sabău | Kiryat Eliezerstadion, Haifa Toeschouwers: 3.000 Scheidsrechter: Itzhak Ben Itzhak (ISR) |

|                                                                     |                                 |       |          |                                                                               |
| 23 maart Vriendschappelijk № 369 «onderlinge duels» 16:30 uur (UTC) | Ierland                         | 2 – 0 | Roemenië | Lansdowne Road, Dublin Toeschouwers: 17.000 Scheidsrechter: John Martin (ENG) |
| 23 maart Vriendschappelijk № 369 «onderlinge duels» 16:30 uur (UTC) | Kevin Moran 31' David Kelly 89' |       |          | Lansdowne Road, Dublin Toeschouwers: 17.000 Scheidsrechter: John Martin (ENG) |

|                                                                   |                                                            |       |                                                       |                                                                                   |
| 30 maart Vriendschappelijk № 370 «onderlinge duels» 17:00 (UTC+2) | DDR                                                        | 3 – 3 | Roemenië                                              | Kurt-Wabbelstadion, Halle Toeschouwers: 6.500 Scheidsrechter: Jiri Stiegler (TCH) |
| 30 maart Vriendschappelijk № 370 «onderlinge duels» 17:00 (UTC+2) | Rainer Ernst 11' Uwe Zötzsche 38' (pen.) Dirk Stahmann 57' |       | 20' (e.d.) René Müller 79' Ion Andone 82' Ion Geolgău | Kurt-Wabbelstadion, Halle Toeschouwers: 6.500 Scheidsrechter: Jiri Stiegler (TCH) |

|                                                                     |                              |       |          |                                                                                      |
| 1 juni Vriendschappelijk № 371 «onderlinge duels» 20:15 uur (UTC+2) | Nederland                    | 2 – 0 | Roemenië | Olympisch Stadion, Amsterdam Toeschouwers: 12.500 Scheidsrechter: Jan Damgaard (DEN) |
| 1 juni Vriendschappelijk № 371 «onderlinge duels» 20:15 uur (UTC+2) | John Bosman 3' Wim Kieft 53' |       |          | Olympisch Stadion, Amsterdam Toeschouwers: 12.500 Scheidsrechter: Jan Damgaard (DEN) |

|                                                                           |                                                              |       |         |                                                                                    |
| 20 september Vriendschappelijk № 372 «onderlinge duels» 17:00 uur (UTC+3) | Roemenië                                                     | 3 – 0 | Albanië | 1 mei-stadion, Constanța Toeschouwers: 4.000 Scheidsrechter: Janusz Eksztajn (POL) |
| 20 september Vriendschappelijk № 372 «onderlinge duels» 17:00 uur (UTC+3) | Miodrag Belodedici 23' Gheorghe Hagi 35' Rodion Cămătaru 76' |       |         | 1 mei-stadion, Constanța Toeschouwers: 4.000 Scheidsrechter: Janusz Eksztajn (POL) |

|                                                                            |                  |       |                                                          | |
| 19 oktober WK 1990 kwalificatie № 373 «onderlinge duels» 18:00 uur (UTC+2) | Bulgarije        | 1 – 3 | Roemenië                                                 | Vasil Levski Nationaal Stadion, Sofia Toeschouwers: 47.852 Scheidsrechter: Michał Listkiewicz (POL) |
| 19 oktober WK 1990 kwalificatie № 373 «onderlinge duels» 18:00 uur (UTC+2) | Hristo Kolev 32' |       | 25' Dorin Mateuț 80' Rodion Cămătaru 88' Rodion Cămătaru | Vasil Levski Nationaal Stadion, Sofia Toeschouwers: 47.852 Scheidsrechter: Michał Listkiewicz (POL) |

|                                                                            |                                                          |       |             |                                                                                          |
| 2 november WK 1990 kwalificatie № 374 «onderlinge duels» 14:30 uur (UTC+2) | Roemenië                                                 | 3 – 0 | Griekenland | Stadionul Steaua, Boekarest Toeschouwers: 11.013 Scheidsrechter: Hubert Forstinger (AUT) |
| 2 november WK 1990 kwalificatie № 374 «onderlinge duels» 14:30 uur (UTC+2) | Dorin Mateuț 26' Gheorghe Hagi 40' (pen.) Ioan Sabău 84' |       |             | Stadionul Steaua, Boekarest Toeschouwers: 11.013 Scheidsrechter: Hubert Forstinger (AUT) |

### 1989
|                                                                          |                                                       |       |        |                                                                                               |
| 23 november Vriendschappelijk № 375 «onderlinge duels» 14:00 uur (UTC+2) | Roemenië                                              | 3 – 0 | Israël | Stadionul Municipal Sibiu, Sibiu Toeschouwers: 9.000 Scheidsrechter: Ignace van Swieten (NED) |
| 23 november Vriendschappelijk № 375 «onderlinge duels» 14:00 uur (UTC+2) | Rodion Cămătaru 23' Dorin Mateuț 31' Dorin Mateuț 40' |       |        | Stadionul Municipal Sibiu, Sibiu Toeschouwers: 9.000 Scheidsrechter: Ignace van Swieten (NED) |

|                                                                       |                |       |        |                                                                                                |
| 29 maart Vriendschappelijk № 376 «onderlinge duels» 17:00 uur (UTC+3) | Roemenië       | 1 – 0 | Italië | Stadionul Municipal Sibiu, Sibiu Toeschouwers: 20.000 Scheidsrechter: Siegfried Kirschen (DDR) |
| 29 maart Vriendschappelijk № 376 «onderlinge duels» 17:00 uur (UTC+3) | Ioan Sabău 48' |       |        | Stadionul Municipal Sibiu, Sibiu Toeschouwers: 20.000 Scheidsrechter: Siegfried Kirschen (DDR) |

|                                                                   |                                       |       |                |                                                                                         |
| 12 april Vriendschappelijk № 377 «onderlinge duels» 17:00 (UTC+2) | Polen                                 | 2 – 1 | Roemenië       | Wojska Polskiegostadion, Warschau Toeschouwers: 15.000 Scheidsrechter: Ivan Gregr (TCH) |
| 12 april Vriendschappelijk № 377 «onderlinge duels» 17:00 (UTC+2) | Jan Urban 40' Ryszard Tarasiewicz 59' |       | 57' Ioan Sabău | Wojska Polskiegostadion, Warschau Toeschouwers: 15.000 Scheidsrechter: Ivan Gregr (TCH) |

|                                                                          |             |       |          | |
| 26 april WK 1990 kwalificatie № 378 «onderlinge duels» 20:00 uur (UTC+3) | Griekenland | 0 – 0 | Roemenië | Olympisch Stadion Spyridon Louis, Athene Toeschouwers: 15.000 Scheidsrechter: Aron Schmidhuber (FRG) |
| 26 april WK 1990 kwalificatie № 378 «onderlinge duels» 20:00 uur (UTC+3) |             |       |          | Olympisch Stadion Spyridon Louis, Athene Toeschouwers: 15.000 Scheidsrechter: Aron Schmidhuber (FRG) |

|                                                                        |                      |       |           |                                                                                        |
| 17 mei WK 1990 kwalificatie № 379 «onderlinge duels» 18:00 uur (UTC+3) | Roemenië             | 1 – 0 | Bulgarije | Stadionul Steaua, Boekarest Toeschouwers: 15.000 Scheidsrechter: Sergey Husainov (URS) |
| 17 mei WK 1990 kwalificatie № 379 «onderlinge duels» 18:00 uur (UTC+3) | Gheorghe Popescu 35' |       |           | Stadionul Steaua, Boekarest Toeschouwers: 15.000 Scheidsrechter: Sergey Husainov (URS) |

|                                                                          |          |       |          |                                                                                           |
| 31 augustus Vriendschappelijk № 380 «onderlinge duels» 21:00 uur (UTC+2) | Portugal | 0 – 0 | Roemenië | Estádio do Bonfim, Setúbal Toeschouwers: 5.000 Scheidsrechter: Joaquín Ramos Marcos (ESP) |
| 31 augustus Vriendschappelijk № 380 «onderlinge duels» 21:00 uur (UTC+2) |          |       |          | Estádio do Bonfim, Setúbal Toeschouwers: 5.000 Scheidsrechter: Joaquín Ramos Marcos (ESP) |

|                                                                          |                                  |       |          |                                                                                     |
| 5 september Vriendschappelijk № 381 «onderlinge duels» 16:30 uur (UTC+2) | Tsjecho-Slowakije                | 2 – 0 | Roemenië | Štadión pod Zoborom, Nitra Toeschouwers: 4.150 Scheidsrechter: Heinz Holzmann (AUT) |
| 5 september Vriendschappelijk № 381 «onderlinge duels» 16:30 uur (UTC+2) | Lubomír Vlk 45' Michal Bílek 59' |       |          | Štadión pod Zoborom, Nitra Toeschouwers: 4.150 Scheidsrechter: Heinz Holzmann (AUT) |

|                                                                            |                                                        |       |          |                                                                                     |
| 11 oktober WK 1990 kwalificatie № 382 «onderlinge duels» 19:00 uur (UTC+1) | Denemarken                                             | 3 – 0 | Roemenië | Idrætsparken, Kopenhagen Toeschouwers: 45.400 Scheidsrechter: Claude Bouillet (FRA) |
| 11 oktober WK 1990 kwalificatie № 382 «onderlinge duels» 19:00 uur (UTC+1) | Kent Nielsen 4' Brian Laudrup 26' Flemming Povlsen 84' |       |          | Idrætsparken, Kopenhagen Toeschouwers: 45.400 Scheidsrechter: Claude Bouillet (FRA) |

|                                                                             |                                                    |       |                     |                                                                                      |
| 15 november WK 1990 kwalificatie № 383 «onderlinge duels» 14:00 uur (UTC+2) | Roemenië                                           | 3 – 1 | Denemarken          | Stadionul Steaua, Boekarest Toeschouwers: 28.000 Scheidsrechter: Tullio Lanese (ITA) |
| 15 november WK 1990 kwalificatie № 383 «onderlinge duels» 14:00 uur (UTC+2) | Gavril Balint 25' Ioan Sabău 37' Gavril Balint 60' |       | 6' Flemming Povlsen | Stadionul Steaua, Boekarest Toeschouwers: 28.000 Scheidsrechter: Tullio Lanese (ITA) |

CONMEBOL: Bolivia · Chili  · Colombia · Ecuador · Uruguay

UEFA: Albanië · België · Bulgarije · Cyprus · Denemarken · West-Duitsland · Duitse Democratische Republiek · Engeland · Faeröer · Finland · Frankrijk · Griekenland · Hongarije · IJsland · Ierland · Israël · Italië · Joegoslavië ·  Liechtenstein · Luxemburg · Malta · Nederland · Noord-Ierland · Noorwegen · Oostenrijk · Polen · Portugal · Roemenië · San Marino · Schotland ·  Sovjet-Unie ·  Spanje · Tsjecho-Slowakije · Turkije · Wales ·  Zweden · Zwitserland

CAF: Madagaskar

FRF · A-internationals · Selecties · Bondscoaches · Statistieken · Roemeens vrouwenelftal · Olympisch elftal · Roemenië U21 · Roemenië U20 · Roemenië U19 · Roemenië U18 · Roemenië U17 · Roemenië U16
1922 – 1929 · 
1930 – 1939 · 
1940 – 1949 · 
1950 – 1959 · 
1960 – 1969 · 
1970 – 1979 · 
1980 – 1989 · 
1990 – 1999 · 
2000 – 2009 · 
2010 – 2019 · 
2020 – 2029
EK's: 1984 · 
1996 · 
2000 · 
2008 · 
2016 · 
2024
WK's: 1930 · 
1934 · 
1938 · 
1970 · 
1990 · 
1994 · 
1998
OS: 1924 · 
1952 · 
1964 · 
2020
1922 · 
1923 · 
1924 · 
1925 · 
1926 · 
1927 · 
1928 · 
1929 · 
1930 · 
1931 · 
1932 · 
1933 · 
1934 · 
1935 · 
1936 · 
1937 · 
1938 · 
1939 · 
1940 · 
1941 · 
1942 · 
1943 · 
1944 · 
1945 · 
1946 · 
1947 · 
1948 · 
1949 · 
1950 · 
1952 · 
1952 · 
1953 · 
1954 · 
1955 · 
1956 · 
1957 · 
1958 · 
1959 · 
1960 · 
1961 · 
1962 · 
1963 · 
1964 · 
1965 · 
1966 · 
1967 · 
1968 · 
1969 · 
1970 · 
1971 · 
1972 · 
1973 · 
1974 · 
1975 · 
1976 · 
1977 · 
1978 · 
1979 · 
1980 · 
1981 · 
1982 · 
1983 · 
1984 · 
1985 · 
1986 · 
1987 · 
1988 · 
1989 · 
1990 · 
1991 · 
1992 · 
1993 · 
1994 · 
1995 · 
1996 · 
1997 · 
1998 · 
1999 · 
2000 · 
2001 · 
2002 · 
2003 · 
2004 · 
2005 · 
2006 · 
2007 · 
2008 · 
2009 · 
2010 · 
2011 · 
2012 · 
2013 · 
2014 · 
2015 ·
2016 ·
2017 ·
2018 ·
2019 ·
2020 ·
2021 ·
2022 ·
2023
Albanië ·
Algerije ·
Andorra ·
Argentinië ·
Armenië ·
Australië ·
Azerbeidzjan ·
België ·
Bolivia ·
Bosnië en Herzegovina ·
Brazilië ·
Bulgarije ·
Chili ·
China ·
Colombia ·
Congo-Kinshasa ·
Cuba ·
Cyprus ·
DDR ·
Denemarken ·
Duitsland ·
Ecuador ·
Egypte ·
Engeland ·
Estland ·
Faeröer ·
Finland ·
Frankrijk ·
Georgië ·
Griekenland ·
Honduras ·
Hongarije ·
Ierland ·
IJsland ·
Irak ·
Iran ·
Israël ·
Italië ·
Ivoorkust ·
Japan ·
Joegoslavië ·
Kameroen ·
Kazachstan · 
Kosovo · 
Kroatië ·
Letland ·
Liechtenstein ·
Litouwen ·
Luxemburg ·
Malta ·
Marokko ·
Mexico ·
Moldavië ·
Montenegro ·
Nederland ·
Nigeria ·
Noord-Ierland ·
Noord-Macedonië ·
Noorwegen ·
Oekraïne ·
Oostenrijk ·
Paraguay ·
Peru ·
Polen ·
Portugal ·
Rusland ·
San Marino ·
Schotland ·
Servië ·
Slovenië ·
Slowakije ·
Sovjet-Unie ·
Spanje ·
Trinidad en Tobago ·
Tsjechië ·
Tsjecho-Slowakije ·
Tunesië ·
Turkije ·
Turkmenistan ·
Uruguay ·
Verenigde Arabische Emiraten ·
Verenigde Staten ·
Wales ·
Wit-Rusland ·
Zuid-Korea ·
Zweden ·
Zwitserland
Albanië (2016) · 
Frankrijk (2008) · 
Frankrijk (2016) · 
Italië (2008) · 
Nederland (2008) · 
Zwitserland (2016)